# Kek Lok Si
Le temple Kek Lok Si, est un temple bouddhiste, situé à Air Itam (en), dans la banlieue de George Town, état de Penang, en Malaisie.
Son architecture mélange des styles chinois, birman et thaïlandais.

Pagode du temple mélangeant les trois styles
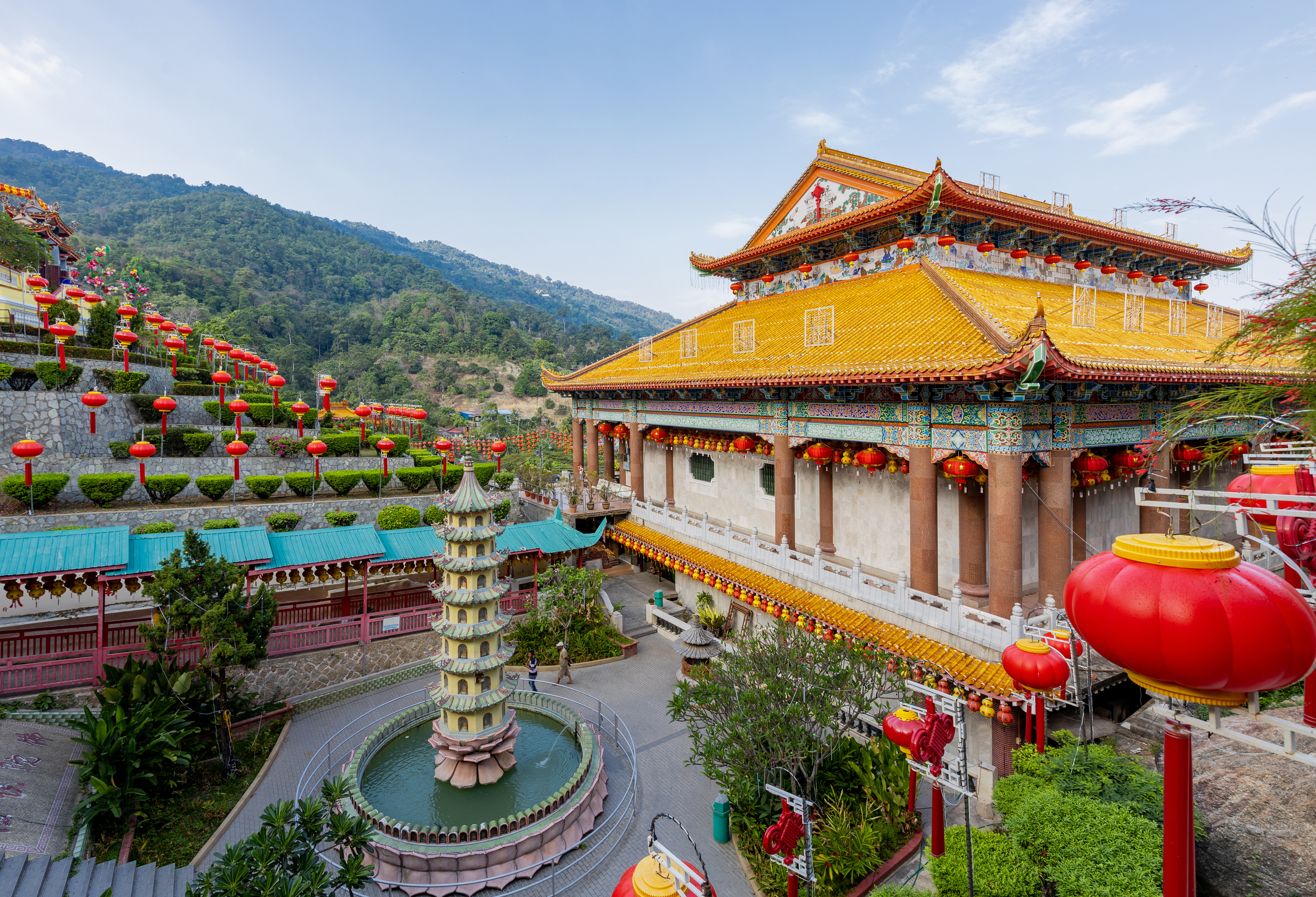
Vue de la cour
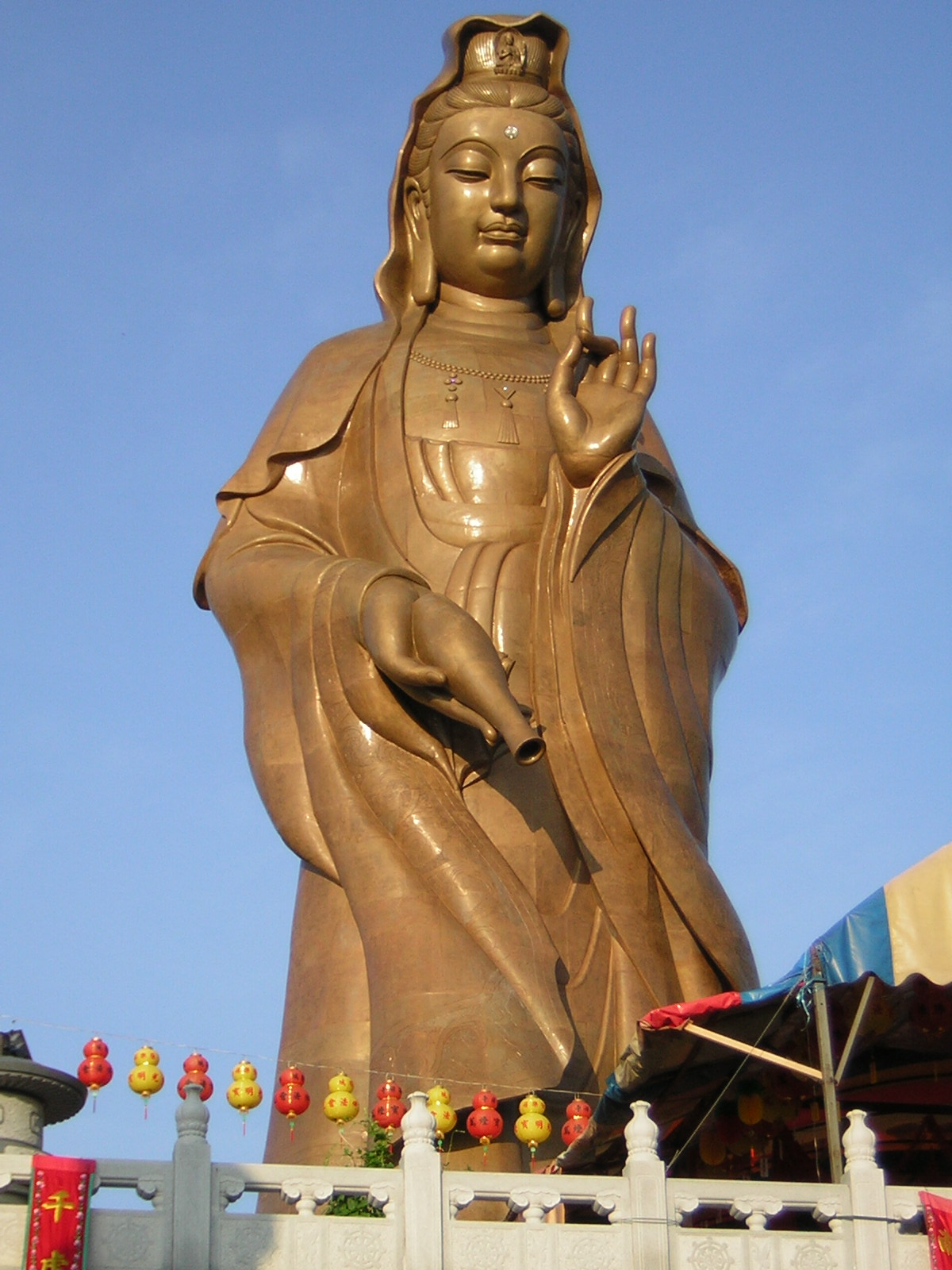
Statue de Guanyin